# Élections municipales de 2020 dans l'Eure
Des élections municipales dans l'Eure étaient prévues les 15 et 22 mars 2020. Comme dans le reste de la France, le report du second tour est annoncé en pleine crise sanitaire liée à la propagation du coronavirus (Covid-19). Par un décret du 27 mai 2020, le second tour est fixé au 28 juin 2020.

## Maires sortants et maires élus
La droite parvient à conserver l'ensemble des villes gagnées lors du précédent scrutin, à Beuzeville, Évreux, Gisors, Les Andelys et Louviers. Elle subit toutefois quelques déconvenues avec les victoires surprises de candidats sans étiquette à Bernay et Bourg-Achard, tout en reprenant Le Val d'Hazey à la gauche. Cette dernière se console avec le gain de Léry. On notera enfin la victoire d'un candidat du parti présidentiel La République en marche à Conches-en-Ouche, une ville remportée par le PS en 2014.
| Commune                    | Population | Maire sortant             | Parti | Parti | Maire élu                 | Parti | Parti |
| -------------------------- | ---------- | ------------------------- | ----- | ----- | ------------------------- | ----- | ----- |
| Beaumont-le-Roger          | 2 879      | Jean-Pierre Le Roux       |       | UDI   | Jean-Pierre Le Roux       |       | UDI   |
| Bernay                     | 10 085     | Jean-Hugues Bonamy        |       | UDI   | Marie-Lyne Vagner         |       | SE    |
| Beuzeville                 | 4 608      | Joël Colson               |       | DVD   | Joël Colson               |       | DVD   |
| Bosroumois                 | 3 588      | Philippe Van Heule        |       | LR    | Philippe Van Heule        |       | LR    |
| Bourg-Achard               | 3 947      | Jean-Pierre Denis         |       | DVD   | Josette Simon             |       | SE    |
| Breteuil                   | 4 424      | Gérard Chéron             |       | LR    | Gérard Chéron             |       | LR    |
| Brionne                    | 4 278      | Valéry Beuriot            |       | PCF   | Valéry Beuriot            |       | PCF   |
| Clef Vallée d'Eure         | 2 533      | Christophe Chambon        |       | SE    | Christophe Chambon        |       | SE    |
| Conches-en-Ouche           | 5 030      | Alfred Recours            |       | LREM  | Jérôme Pasco              |       | LREM  |
| Courcelles-sur-Seine       | 2 040      | Joël Le Digabel           |       | SE    | Joël Le Digabel           |       | SE    |
| Étrépagny                  | 3 764      | Pierre Beaufils           |       | LR    | Frédéric Caillet          |       | DVD   |
| Évreux                     | 47 733     | Guy Lefrand               |       | LR    | Guy Lefrand               |       | LR    |
| Ézy-sur-Eure               | 3 670      | Pierre Leportier          |       | DVD   | Pierre Leportier          |       | DVD   |
| Gaillon                    | 6 924      | Bernard Le Dilavrec       |       | PS    | Odile Hantz               |       | SE    |
| Gasny                      | 3 089      | Pascal Jolly              |       | DVD   | Pascal Jolly              |       | DVD   |
| Gisors                     | 11 537     | Alexandre Rassaërt        |       | LR    | Alexandre Rassaërt        |       | LR    |
| Grand Bourgtheroulde       | 3 802      | Vincent Martin            |       | SE    | Vincent Martin            |       | SE    |
| Gravigny                   | 3 940      | François Gantier          |       | PCF   | Didier Crétot             |       | DVG   |
| Guichainville              | 2 757      | Hélène Le Goff            |       | SE    | Hélène Le Goff            |       | SE    |
| Ivry-la-Bataille           | 2 724      | Patrick Maisons           |       | DVD   | Sylvie Hénaux             |       | DVD   |
| La Bonneville-sur-Iton     | 2 131      | Olivier Rioult            |       | PS    | Olivier Rioult            |       | PS    |
| La Chapelle-Longueville    | 3 371      | Antoine Rousselet         |       | Agir  | Antoine Rousselet         |       | Agir  |
| La Couture-Boussey         | 2 314      | Sylvain Boreggio          |       | LR    | Sylvain Boreggio          |       | LR    |
| Le Neubourg                | 4 166      | Marie-Noëlle Chevalier    |       | LR    | Isabelle Vauquelin        |       | LR    |
| Le Thuit de l'Oison        | 3 619      | Gilbert Doubet            |       | SE    | Gilbert Doubet            |       | SE    |
| Le Val d'Hazey             | 5 556      | Michèle Pucheu            |       | DVG   | Philippe Collas           |       | DVD   |
| Le Vaudreuil               | 3 722      | Bernard Leroy             |       | UDI   | Bernard Leroy             |       | UDI   |
| Léry                       | 2 033      | Jean-Yves Calais          |       | SE    | Janick Léger              |       | PS    |
| Les Andelys                | 8 056      | Frédéric Duché            |       | DVD   | Frédéric Duché            |       | DVD   |
| Louviers                   | 18 648     | François-Xavier Priollaud |       | MoDem | François-Xavier Priollaud |       | MoDem |
| Mesnil-en-Ouche            | 4 684      | Jean-Noël Montier         |       | UDI   | Jean-Louis Madelon        |       | SE    |
| Mesnils-sur-Iton           | 6 122      | Colette Bonard            |       | DVD   | Colette Bonard            |       | DVD   |
| Nassandres sur Risle       | 2 394      | André Anthierens          |       | DVG   | André Anthierens          |       | DVG   |
| Nonancourt                 | 2 282      | Éric Aubry                |       | DVD   | Éric Aubry                |       | DVD   |
| Pacy-sur-Eure              | 5 090      | Jean-Jacques Chollet      |       | LR    | Yves Leloutre             |       | DVD   |
| Pîtres                     | 2 519      | Jean Carré                |       | DVD   | Florence Lambert          |       | SE    |
| Pont-Audemer               | 10 230     | Michel Leroux             |       | DVG   | Michel Leroux             |       | DVG   |
| Pont-de-l'Arche            | 4 143      | Richard Jacquet           |       | PS    | Richard Jacquet           |       | PS    |
| Romilly-sur-Andelle        | 3 261      | Jean-Luc Romet            |       | DVG   | Jean-Luc Romet            |       | DVG   |
| Rugles                     | 2 246      | Denis Guitton             |       | LC    | Denis Guitton             |       | LC    |
| Saint-André-de-l'Eure      | 3 988      | Franck Bernard            |       | PCF   | Franck Bernard            |       | PCF   |
| Saint-Aubin-sur-Gaillon    | 1 989      | Nicole Drouillet          |       | DVD   | Philippe Doom             |       | SE    |
| Saint-Marcel               | 4 493      | Gérard Volpatti           |       | LR    | Hervé Podraza             |       | SE    |
| Saint-Ouen-de-Thouberville | 2 378      | Abed Karnoub              |       | PS    | Sandrine Menniti          |       | SE    |
| Saint-Sébastien-de-Morsent | 5 697      | Bruno Groizeleau          |       | DVD   | Florence Haguet-Volckaert |       | DVD   |
| Serquigny                  | 1 987      | Lionel Prévost            |       | PS    | Frédéric Delamare         |       | PS    |
| Val-de-Reuil               | 13 063     | Marc-Antoine Jamet        |       | PS    | Marc-Antoine Jamet        |       | PS    |
| Verneuil d'Avre et d'Iton  | 8 170      | Yves-Marie Rivemale       |       | PS    | Yves-Marie Rivemale       |       | PS    |
| Vernon                     | 23 872     | François Ouzilleau        |       | DVD   | François Ouzilleau        |       | DVD   |
| Vexin-sur-Epte             | 6 065      | Michel Jouyet             |       | LR    | Thomas Durand             |       | DVD   |

### Résultats en nombre de maires
| Partis       | Partis                               | Maires sortants | Maires élus | Évolution     |
| ------------ | ------------------------------------ | --------------- | ----------- | ------------- |
|              | Parti socialiste                     | 7               | 6           | 1             |
|              | Divers gauche                        | 4               | 4           | en stagnation |
|              | Parti communiste français            | 3               | 2           | 1             |
| Total gauche | Total gauche                         | 14              | 12          | 2             |
|              | Union des démocrates et indépendants | 4               | 2           | 2             |
|              | La République en marche              | 1               | 1           | en stagnation |
|              | Mouvement démocrate                  | 1               | 1           | en stagnation |
|              | Agir                                 | 1               | 1           | en stagnation |
|              | Les Centristes                       | 1               | 1           | en stagnation |
| Total centre | Total centre                         | 8               | 6           | 2             |
|              | Divers droite                        | 12              | 13          | 1             |
|              | Les Républicains                     | 10              | 6           | 4             |
| Total droite | Total droite                         | 22              | 19          | 3             |
|              | Sans étiquette                       | 6               | 13          | 7             |
| Total        | Total                                | 50              | 50          | -             |

## Résultats dans les communes de plus de2 000 habitants

### Beaumont-le-Roger
- Maire sortant : Jean-Pierre Le Roux
- 23 sièges à pourvoir au conseil municipal (population légale 2017 : 2 979 habitants)
- 4 sièges à pourvoir au conseil communautaire (CC Intercom Bernay Terres de Normandie)

|                          | Jean-Pierre Le Roux,     | UDI                      | 774   | 74,49 | 20 | 4 |  |  |
|                          | Bruno Anquetil           | DVD                      | 265   | 25,5  | 3  | 0 |  |  |
|                          |                          |                          |       |       |    |   |  |  |
| Votes valides            | Votes valides            | Votes valides            | 1 039 | 97,28 |    |   |  |  |
| Votes blancs             | Votes blancs             | Votes blancs             | 13    | 1,22  |    |   |  |  |
| Votes nuls               | Votes nuls               | Votes nuls               | 16    | 1,50  |    |   |  |  |
| Total                    | Total                    | Total                    | 1 068 | 100   | 23 | 4 |  |  |
| Abstention               | Abstention               | Abstention               | 924   | 46,39 |    |   |  |  |
| Inscrits / participation | Inscrits / participation | Inscrits / participation | 1 992 | 53,61 |    |   |  |  |

### Bernay
- Maire sortant : Jean-Hugues Bonamy (UDI)
- 33 sièges à pourvoir au conseil municipal (population légale 2017 : 10 085 habitants)
- 18 sièges à pourvoir au conseil communautaire (CC Intercom Bernay Terres de Normandie)

| Tête de liste            | Tête de liste            | Liste                    | Premier tour | Premier tour | Second tour | Second tour | Sièges | Sièges |
| Tête de liste            | Tête de liste            | Liste                    | Voix         | %            | Voix        | %           | CM     | CC     |
| ------------------------ | ------------------------ | ------------------------ | ------------ | ------------ | ----------- | ----------- | ------ | ------ |
|                          | Marie-Lyne Vagner        | SE                       | 1 124        | 37,14        | 1 312       | 40,19       | 24     | 11     |
|                          | Ulrich Schlumberger      | DVD                      | 961          | 31,75        | 1 260       | 38,60       | 6      | 3      |
|                          | Pascal Didtsch           | DVG                      | 649          | 21,44        | 692         | 21,20       | 3      | 2      |
|                          | Ludovic Benmokhtar       | SE                       | 292          | 9,64         |             |             | 0      | 0      |
|                          |                          |                          |              |              |             |             |        |        |
| Votes valides            | Votes valides            | Votes valides            | 3 026        | 95,97        | 3 264       | 97,55       |        |        |
| Votes blancs             | Votes blancs             | Votes blancs             | 28           | 0,89         | 44          | 1,32        |        |        |
| Votes nuls               | Votes nuls               | Votes nuls               | 99           | 3,14         | 38          | 1,14        |        |        |
| Total                    | Total                    | Total                    | 3 153        | 100          | 3 346       | 100         | 33     | 16     |
| Abstention               | Abstention               | Abstention               | 3 930        | 55,48        | 3 744       | 52,81       |        |        |
| Inscrits / participation | Inscrits / participation | Inscrits / participation | 7 083        | 44,52        | 7 090       | 47,19       |        |        |

### Beuzeville
- Maire sortant : Joël Colson
- 27 sièges à pourvoir au conseil municipal (population légale 2017 : 4 608 habitants)
- 7 sièges à pourvoir au conseil communautaire (CC du Pays de Honfleur-Beuzeville)

| Tête de liste  | Tête de liste  | Liste          | Premier tour | Premier tour | Sièges | Sièges |
| Tête de liste  | Tête de liste  | Liste          | Voix         | %            | CM     | CC     |
| -------------- | -------------- | -------------- | ------------ | ------------ | ------ | ------ |
|                | Joël Colson,   | DVD            | 735          | 51,39        | 21     | 6      |
|                | Daniel Guiraud | UDI            | 695          | 48,60        | 6      | 1      |
|                |                |                |              |              |        |        |
| Inscrits       | Inscrits       | Inscrits       | 3 231        | 100,00       |        |        |
| Abstentions    | Abstentions    | Abstentions    | 1 769        | 54,75        |        |        |
| Votants        | Votants        | Votants        | 1 462        | 45,25        |        |        |
| Blancs et nuls | Blancs et nuls | Blancs et nuls | 32           | 2,19         |        |        |
| Exprimés       | Exprimés       | Exprimés       | 1 430        | 97,81        |        |        |

### Bosroumois
- Maire sortant : Philippe Van Heule
- 29 sièges à pourvoir au conseil municipal (population légale 2017 : 3 588 habitants)
- 4 sièges à pourvoir au conseil communautaire (CC Roumois Seine)

| Tête de liste  | Tête de liste      | Liste          | Premier tour | Premier tour | Sièges | Sièges |
| Tête de liste  | Tête de liste      | Liste          | Voix         | %            | CM     | CC     |
| -------------- | ------------------ | -------------- | ------------ | ------------ | ------ | ------ |
|                | Philippe Van Heule | LR             | 801          | 100,00       | 29     | 4      |
|                |                    |                |              |              |        |        |
| Inscrits       | Inscrits           | Inscrits       | 2 923        | 100,00       |        |        |
| Abstentions    | Abstentions        | Abstentions    | 2 037        | 69,69        |        |        |
| Votants        | Votants            | Votants        | 886          | 30,31        |        |        |
| Blancs et nuls | Blancs et nuls     | Blancs et nuls | 85           | 9,59         |        |        |
| Exprimés       | Exprimés           | Exprimés       | 801          | 90,41        |        |        |

### Bourg-Achard
- Maire sortant : Jean-Pierre Denis
- 27 sièges à pourvoir au conseil municipal (population légale 2017 : 3 947 habitants)
- 5 sièges à pourvoir au conseil communautaire (CC Roumois Seine)

|                | Josette Simon      | SE             | 730   | 52,40  | 21 | 4 |  |  |
|                | Jean-Pierre Denis, | DVD            | 405   | 29,07  | 4  | 1 |  |  |
|                | Benoît Gatinet     | UDI            | 258   | 18,52  | 2  | 0 |  |  |
|                |                    |                |       |        |    |   |  |  |
| Inscrits       | Inscrits           | Inscrits       | 2 709 | 100,00 |    |   |  |  |
| Abstentions    | Abstentions        | Abstentions    | 1 280 | 47,25  |    |   |  |  |
| Votants        | Votants            | Votants        | 1 429 | 52,75  |    |   |  |  |
| Blancs et nuls | Blancs et nuls     | Blancs et nuls | 36    | 2,52   |    |   |  |  |
| Exprimés       | Exprimés           | Exprimés       | 1 393 | 97,48  |    |   |  |  |

### Breteuil
- Maire sortant : Gérard Chéron
- 29 sièges à pourvoir au conseil municipal (population légale 2017 : 3 295 habitants)
- 6 sièges à pourvoir au conseil communautaire (CC Interco Normandie Sud Eure)

| Tête de liste  | Tête de liste       | Liste          | Premier tour | Premier tour | Sièges | Sièges |
| Tête de liste  | Tête de liste       | Liste          | Voix         | %            | CM     | CC     |
| -------------- | ------------------- | -------------- | ------------ | ------------ | ------ | ------ |
|                | Gérard Chéron,      | LR             | 747          | 63,09        | 24     | 5      |
|                | Gilles Chateaugiron | SE             | 437          | 36,90        | 5      | 1      |
|                |                     |                |              |              |        |        |
| Inscrits       | Inscrits            | Inscrits       | 2 884        | 100,00       |        |        |
| Abstentions    | Abstentions         | Abstentions    | 1 664        | 57,70        |        |        |
| Votants        | Votants             | Votants        | 1 220        | 42,30        |        |        |
| Blancs et nuls | Blancs et nuls      | Blancs et nuls | 36           | 2,95         |        |        |
| Exprimés       | Exprimés            | Exprimés       | 1 184        | 97,05        |        |        |

### Brionne
- Maire sortant :  Valéry Beuriot
- 27 sièges à pourvoir au conseil municipal (population légale 2017 : 4 278 habitants)
- 6 sièges à pourvoir au conseil communautaire (CC Intercom Bernay Terres de Normandie)

| Tête de liste  | Tête de liste    | Liste          | Premier tour | Premier tour | Sièges | Sièges |
| Tête de liste  | Tête de liste    | Liste          | Voix         | %            | CM     | CC     |
| -------------- | ---------------- | -------------- | ------------ | ------------ | ------ | ------ |
|                | Valéry Beuriot,  | PCF            | 904          | 70,18        | 23     | 5      |
|                | Martine Goetheyn | DVD            | 384          | 29,81        | 4      | 1      |
|                |                  |                |              |              |        |        |
| Inscrits       | Inscrits         | Inscrits       | 2 998        | 100,00       |        |        |
| Abstentions    | Abstentions      | Abstentions    | 1 655        | 55,20        |        |        |
| Votants        | Votants          | Votants        | 1 343        | 44,80        |        |        |
| Blancs et nuls | Blancs et nuls   | Blancs et nuls | 55           | 3,10         |        |        |
| Exprimés       | Exprimés         | Exprimés       | 1 288        | 95,90        |        |        |

### Clef Vallée d'Eure
- Maire sortant : Christophe Chambon
- 27 sièges à pourvoir au conseil municipal (population légale 2017 : 2 533 habitants)
- 2 sièges à pourvoir au conseil communautaire (Communauté d'agglomération Seine-Eure)

| Tête de liste  | Tête de liste      | Liste          | Premier tour | Premier tour | Sièges | Sièges |
| Tête de liste  | Tête de liste      | Liste          | Voix         | %            | CM     | CC     |
| -------------- | ------------------ | -------------- | ------------ | ------------ | ------ | ------ |
|                | Christophe Chambon | SE             | 398          | 100,00       | 27     | 2      |
|                |                    |                |              |              |        |        |
| Inscrits       | Inscrits           | Inscrits       | 1 877        | 100,00       |        |        |
| Abstentions    | Abstentions        | Abstentions    | 1 329        | 70,80        |        |        |
| Votants        | Votants            | Votants        | 548          | 29,20        |        |        |
| Blancs et nuls | Blancs et nuls     | Blancs et nuls | 150          | 27,37        |        |        |
| Exprimés       | Exprimés           | Exprimés       | 398          | 72,63        |        |        |

### Conches-en-Ouche
- Maire sortant : Alfred Recours
- 29 sièges à pourvoir au conseil municipal (population légale 2017 : 5 030 habitants)
- 12 sièges à pourvoir au conseil communautaire (CC du Pays de Conches)

| Tête de liste  | Tête de liste  | Liste          | Premier tour | Premier tour | Sièges | Sièges |
| Tête de liste  | Tête de liste  | Liste          | Voix         | %            | CM     | CC     |
| -------------- | -------------- | -------------- | ------------ | ------------ | ------ | ------ |
|                | Jérôme Pasco   | LREM           | 872          | 100,00       | 29     | 12     |
|                |                |                |              |              |        |        |
| Inscrits       | Inscrits       | Inscrits       | 3 165        | 100,00       |        |        |
| Abstentions    | Abstentions    | Abstentions    | 2 125        | 67,14        |        |        |
| Votants        | Votants        | Votants        | 1 040        | 32,86        |        |        |
| Blancs et nuls | Blancs et nuls | Blancs et nuls | 168          | 16,14        |        |        |
| Exprimés       | Exprimés       | Exprimés       | 872          | 83,85        |        |        |

### Courcelles-sur-Seine
- Maire sortant : Joël Le Digabel
- 19 sièges à pourvoir au conseil municipal (population légale 2017 : 2 040 habitants)
- 2 sièges à pourvoir au conseil communautaire (Communauté d'agglomération Seine-Eure)

| Tête de liste  | Tête de liste      | Liste          | Premier tour | Premier tour | Sièges | Sièges |
| Tête de liste  | Tête de liste      | Liste          | Voix         | %            | CM     | CC     |
| -------------- | ------------------ | -------------- | ------------ | ------------ | ------ | ------ |
|                | Joël Le Digabel    | SE             | 460          | 70,87        | 17     | 1      |
|                | Jean-Michel Basset | SE             | 189          | 29,12        | 2      | 0      |
|                |                    |                |              |              |        |        |
| Inscrits       | Inscrits           | Inscrits       | 1 439        | 100,00       |        |        |
| Abstentions    | Abstentions        | Abstentions    | 763          | 53,02        |        |        |
| Votants        | Votants            | Votants        | 676          | 46,98        |        |        |
| Blancs et nuls | Blancs et nuls     | Blancs et nuls | 27           | 4,00         |        |        |
| Exprimés       | Exprimés           | Exprimés       | 649          | 96,01        |        |        |

### Étrépagny
- Maire sortant : Pierre Beaufils
- 27 sièges à pourvoir au conseil municipal (population légale 2017 : 3 764 habitants)
- 7 sièges à pourvoir au conseil communautaire (CC du Vexin Normand)

| Tête de liste  | Tête de liste    | Liste          | Premier tour | Premier tour | Sièges | Sièges |
| Tête de liste  | Tête de liste    | Liste          | Voix         | %            | CM     | CC     |
| -------------- | ---------------- | -------------- | ------------ | ------------ | ------ | ------ |
|                | Frédéric Caillet | DVD            | 914          | 63,12        | 22     | 6      |
|                | Jim Dhoëdt       | LREM           | 534          | 36,87        | 5      | 1      |
|                |                  |                |              |              |        |        |
| Inscrits       | Inscrits         | Inscrits       | 2 862        | 100,00       |        |        |
| Abstentions    | Abstentions      | Abstentions    | 1 367        | 47,76        |        |        |
| Votants        | Votants          | Votants        | 1 495        | 52,24        |        |        |
| Blancs et nuls | Blancs et nuls   | Blancs et nuls | 47           | 3,14         |        |        |
| Exprimés       | Exprimés         | Exprimés       | 1 448        | 96,86        |        |        |

### Évreux
- Maire sortant : Guy Lefrand (LR)
- 43 sièges à pourvoir au conseil municipal (population légale 2017 : 47 733 habitants)
- 42 sièges à pourvoir au conseil communautaire (CA Évreux Portes de Normandie)

| Tête de liste            | Tête de liste            | Liste                    | Premier tour | Premier tour | Second tour | Second tour | Sièges | Sièges |
| Tête de liste            | Tête de liste            | Liste                    | Voix         | %            | Voix        | %           | CM     | CC     |
| ------------------------ | ------------------------ | ------------------------ | ------------ | ------------ | ----------- | ----------- | ------ | ------ |
|                          | Guy Lefrand,             | LR-UDI-LC-MoDem diss.    | 3 989        | 42,11        | 4 170       | 50,97       | 32     | 31     |
|                          | Timour Veyri,            | PS-PCF-EÉLV-PRG-AE       | 2 196        | 23,18        | 3 008       | 36,76       | 7      | 7      |
|                          | Guillaume Rouger         | LREM-Agir-MoDem          | 1 402        | 14,80        | 1 003       | 12,26       | 4      | 4      |
|                          | Vincent Breuil           | DVG-LFI-G·s              | 821          | 8,66         |             |             | 0      | 0      |
|                          | Emmanuel Camoin          | RN                       | 763          | 8,05         | 0           | 0           |        |        |
|                          | Rachid Talbi             | DVD                      | 153          | 1,61         | 0           | 0           |        |        |
|                          | Mélanie Peyraud          | LO                       | 148          | 1,56         | 0           | 0           |        |        |
|                          |                          |                          |              |              |             |             |        |        |
| Votes valides            | Votes valides            | Votes valides            | 9 472        | 97,18        | 8 181       | 97,38       |        |        |
| Votes blancs             | Votes blancs             | Votes blancs             | 101          | 1,04         | 106         | 1,26        |        |        |
| Votes nuls               | Votes nuls               | Votes nuls               | 174          | 1,79         | 114         | 1,36        |        |        |
| Total                    | Total                    | Total                    | 9 747        | 100          | 8 401       | 100         | 43     | 42     |
| Abstention               | Abstention               | Abstention               | 16 481       | 62,84        | 17 905      | 68,06       |        |        |
| Inscrits / participation | Inscrits / participation | Inscrits / participation | 26 228       | 37,16        | 26 306      | 31,94       |        |        |

### Ézy-sur-Eure
- Maire sortant : Pierre Leportier
- 27 sièges à pourvoir au conseil municipal (population légale 2017 : 3 670 habitants)
- 3 sièges à pourvoir au conseil communautaire (CA du Pays de Dreux)

| Tête de liste  | Tête de liste           | Liste          | Premier tour | Premier tour | Sièges | Sièges |
| Tête de liste  | Tête de liste           | Liste          | Voix         | %            | CM     | CC     |
| -------------- | ----------------------- | -------------- | ------------ | ------------ | ------ | ------ |
|                | Pierre Leportier,       | DVD            | 725          | 58,89        | 22     | 2      |
|                | Yvain Jouveau du Breuil | SE             | 506          | 41,10        | 5      | 1      |
|                |                         |                |              |              |        |        |
| Inscrits       | Inscrits                | Inscrits       | 2 699        | 100,00       |        |        |
| Abstentions    | Abstentions             | Abstentions    | 1 440        | 53,35        |        |        |
| Votants        | Votants                 | Votants        | 1 259        | 46,65        |        |        |
| Blancs et nuls | Blancs et nuls          | Blancs et nuls | 28           | 2,22         |        |        |
| Exprimés       | Exprimés                | Exprimés       | 1 231        | 97,78        |        |        |

### Gaillon
- Maire sortant : Bernard Le Dilavrec (PS)
- 29 sièges à pourvoir au conseil municipal (population légale 2017 : 6 924 habitants)
- 7 sièges à pourvoir au conseil communautaire (CA Seine-Eure)

| Tête de liste            | Tête de liste            | Liste                    | Premier tour | Premier tour | Second tour | Second tour | Sièges | Sièges |
| Tête de liste            | Tête de liste            | Liste                    | Voix         | %            | Voix        | %           | CM     | CC     |
| ------------------------ | ------------------------ | ------------------------ | ------------ | ------------ | ----------- | ----------- | ------ | ------ |
|                          | Odile Hantz              | SE                       | 820          | 49,48        | 902         | 60,86       | 24     | 5      |
|                          | Antoine De Cosmi         | LR                       | 567          | 34,21        | 411         | 27,73       | 4      | 0      |
|                          | David Piedefer           | SE                       | 270          | 16,29        | 169         | 11,40       | 1      | 0      |
|                          |                          |                          |              |              |             |             |        |        |
| Votes valides            | Votes valides            | Votes valides            | 1 657        | 96,79        | 1 482       | 98,15       |        |        |
| Votes blancs             | Votes blancs             | Votes blancs             | 26           | 1,52         | 14          | 0,93        |        |        |
| Votes nuls               | Votes nuls               | Votes nuls               | 29           | 1,69         | 14          | 0,93        |        |        |
| Total                    | Total                    | Total                    | 1 712        | 100          | 1 510       | 100         | 29     | 5      |
| Abstention               | Abstention               | Abstention               | 2 417        | 58,54        | 2 631       | 63,54       |        |        |
| Inscrits / participation | Inscrits / participation | Inscrits / participation | 4 129        | 41,46        | 4 141       | 36,46       |        |        |

### Gasny
- Maire sortant : Pascal Jolly
- 23 sièges à pourvoir au conseil municipal (population légale 2017 : 3 089 habitants)
- 2 sièges à pourvoir au conseil communautaire (CA Seine Normandie Agglomération)

| Tête de liste  | Tête de liste   | Liste          | Premier tour | Premier tour | Sièges | Sièges |
| Tête de liste  | Tête de liste   | Liste          | Voix         | %            | CM     | CC     |
| -------------- | --------------- | -------------- | ------------ | ------------ | ------ | ------ |
|                | Pascal Jolly,   | DVD            | 776          | 71,25        | 20     | 2      |
|                | Véronique Sipma | SE             | 313          | 28,74        | 3      | 0      |
|                |                 |                |              |              |        |        |
| Inscrits       | Inscrits        | Inscrits       | 2 536        | 100,00       |        |        |
| Abstentions    | Abstentions     | Abstentions    | 1 407        | 55,48        |        |        |
| Votants        | Votants         | Votants        | 1 129        | 44,52        |        |        |
| Blancs et nuls | Blancs et nuls  | Blancs et nuls | 40           | 3,54         |        |        |
| Exprimés       | Exprimés        | Exprimés       | 1 089        | 96,46        |        |        |

### Gisors
- Maire sortant : Alexandre Rassaërt
- 33 sièges à pourvoir au conseil municipal (population légale 2017 : 11 537 habitants)
- 23 sièges à pourvoir au conseil communautaire (CC du Vexin Normand)

| Tête de liste            | Tête de liste            | Liste                    | Premier tour | Premier tour | Second tour | Second tour | Sièges | Sièges |
| Tête de liste            | Tête de liste            | Liste                    | Voix         | %            | Voix        | %           | CM     | CC     |
| ------------------------ | ------------------------ | ------------------------ | ------------ | ------------ | ----------- | ----------- | ------ | ------ |
|                          | Alexandre Rassaërt,      | LR-LREM                  | 1 820        | 48,52        | 2 190       | 56,06       | 26     | 18     |
|                          | Anthony Auger            | DVG                      | 1 566        | 41,74        | 1 716       | 43,93       | 7      | 5      |
|                          | Vincent Taillieu         | RN                       | 365          | 9,73         |             |             | 0      | 0      |
|                          |                          |                          |              |              |             |             |        |        |
| Votes valides            | Votes valides            | Votes valides            | 3 751        | 97,89        | 3 906       | 98,26       |        |        |
| Votes blancs             | Votes blancs             | Votes blancs             | 23           | 0,60         | 27          | 0,68        |        |        |
| Votes nuls               | Votes nuls               | Votes nuls               | 58           | 1,51         | 42          | 1,06        |        |        |
| Total                    | Total                    | Total                    | 3 832        | 100          | 3 975       | 100         | 33     | 23     |
| Abstention               | Abstention               | Abstention               | 4 174        | 52,14        | 4 044       | 50,43       |        |        |
| Inscrits / participation | Inscrits / participation | Inscrits / participation | 8 006        | 47,86        | 8 019       | 49,57       |        |        |

### Grand Bourgtheroulde
- Maire sortant : Vincent Martin
- 27 sièges à pourvoir au conseil municipal (population légale 2017 : 3 802 habitants)
- 7 sièges à pourvoir au conseil communautaire (Communauté de communes Roumois Seine)

| Tête de liste  | Tête de liste   | Liste          | Premier tour | Premier tour | Sièges | Sièges |
| Tête de liste  | Tête de liste   | Liste          | Voix         | %            | CM     | CC     |
| -------------- | --------------- | -------------- | ------------ | ------------ | ------ | ------ |
|                | Vincent Martin, | SE             | 875          | 100,00       | 29     | 5      |
|                |                 |                |              |              |        |        |
| Inscrits       | Inscrits        | Inscrits       | 2 942        | 100,00       |        |        |
| Abstentions    | Abstentions     | Abstentions    | 1 948        | 66,21        |        |        |
| Votants        | Votants         | Votants        | 994          | 33,79        |        |        |
| Blancs et nuls | Blancs et nuls  | Blancs et nuls | 119          | 11,97        |        |        |
| Exprimés       | Exprimés        | Exprimés       | 875          | 88,03        |        |        |

### Gravigny
- Maire sortant : François Gantier
- 27 sièges à pourvoir au conseil municipal (population légale 2017 : 3 940 habitants)
- 3 sièges à pourvoir au conseil communautaire (CA Évreux Portes de Normandie)

| Tête de liste  | Tête de liste  | Liste          | Premier tour | Premier tour | Sièges | Sièges |
| Tête de liste  | Tête de liste  | Liste          | Voix         | %            | CM     | CC     |
| -------------- | -------------- | -------------- | ------------ | ------------ | ------ | ------ |
|                | Didier Crétot  | DVG            | 709          | 56,99        | 21     | 2      |
|                | Émeric Jeanne  | PS             | 535          | 43,00        | 6      | 1      |
|                |                |                |              |              |        |        |
| Inscrits       | Inscrits       | Inscrits       | 2 669        | 100,00       |        |        |
| Abstentions    | Abstentions    | Abstentions    | 1 379        | 51,67        |        |        |
| Votants        | Votants        | Votants        | 1 290        | 48,33        |        |        |
| Blancs et nuls | Blancs et nuls | Blancs et nuls | 46           | 3,57         |        |        |
| Exprimés       | Exprimés       | Exprimés       | 1 244        | 96,43        |        |        |

### Guichainville
- Maire sortant : Hélène Le Goff
- 23 sièges à pourvoir au conseil municipal (population légale 2017 : 2 757 habitants)
- 2 sièges à pourvoir au conseil communautaire (CA Évreux Portes de Normandie)

| Tête de liste  | Tête de liste   | Liste          | Premier tour | Premier tour | Sièges | Sièges |
| Tête de liste  | Tête de liste   | Liste          | Voix         | %            | CM     | CC     |
| -------------- | --------------- | -------------- | ------------ | ------------ | ------ | ------ |
|                | Hélène Le Goff, | SE             | 538          | 64,12        | 19     | 2      |
|                | Thierry Dupont  | SE             | 301          | 35,87        | 4      | 0      |
|                |                 |                |              |              |        |        |
| Inscrits       | Inscrits        | Inscrits       | 2 053        | 100,00       |        |        |
| Abstentions    | Abstentions     | Abstentions    | 1 190        | 57,96        |        |        |
| Votants        | Votants         | Votants        | 863          | 42,04        |        |        |
| Blancs et nuls | Blancs et nuls  | Blancs et nuls | 24           | 2,78         |        |        |
| Exprimés       | Exprimés        | Exprimés       | 839          | 97,22        |        |        |

### Ivry-la-Bataille
- Maire sortant : Patrick Maison
- 23 sièges à pourvoir au conseil municipal (population légale 2017 : 2 724 habitants)
- 2 sièges à pourvoir au conseil communautaire (CA du Pays de Dreux)

| Tête de liste  | Tête de liste     | Liste          | Premier tour | Premier tour | Sièges | Sièges |
| Tête de liste  | Tête de liste     | Liste          | Voix         | %            | CM     | CC     |
| -------------- | ----------------- | -------------- | ------------ | ------------ | ------ | ------ |
|                | Sylvie Hénaux     | DVD            | 369          | 51,46        | 18     | 2      |
|                | Jean-Pierre Ogier | DVD            | 348          | 48,53        | 5      | 0      |
|                |                   |                |              |              |        |        |
| Inscrits       | Inscrits          | Inscrits       | 1 638        | 100,00       |        |        |
| Abstentions    | Abstentions       | Abstentions    | 902          | 55,07        |        |        |
| Votants        | Votants           | Votants        | 736          | 44,93        |        |        |
| Blancs et nuls | Blancs et nuls    | Blancs et nuls | 19           | 2,58         |        |        |
| Exprimés       | Exprimés          | Exprimés       | 717          | 97,42        |        |        |

### La Bonneville-sur-Iton
- Maire sortant : Olivier Rioult
- 19 sièges à pourvoir au conseil municipal (population légale 2017 : 2 131 habitants)
- 7 sièges à pourvoir au conseil communautaire (CC du Pays de Conches)

| Tête de liste  | Tête de liste  | Liste          | Premier tour | Premier tour | Sièges | Sièges |
| Tête de liste  | Tête de liste  | Liste          | Voix         | %            | CM     | CC     |
| -------------- | -------------- | -------------- | ------------ | ------------ | ------ | ------ |
|                | Olivier Rioult | PS             | 457          | 100,00       | 19     | 5      |
|                |                |                |              |              |        |        |
| Inscrits       | Inscrits       | Inscrits       | 1 548        | 100,00       |        |        |
| Abstentions    | Abstentions    | Abstentions    | 1 041        | 67,25        |        |        |
| Votants        | Votants        | Votants        | 507          | 37,25        |        |        |
| Blancs et nuls | Blancs et nuls | Blancs et nuls | 50           | 9,86         |        |        |
| Exprimés       | Exprimés       | Exprimés       | 457          | 90,14        |        |        |

### La Chapelle-Longueville
- Maire sortant : Antoine Rousselet
- 27 sièges à pourvoir au conseil municipal (population légale 2017 : 3 371 habitants)
- 3 sièges à pourvoir au conseil communautaire (CA Seine Normandie Agglomération)

| Tête de liste  | Tête de liste      | Liste          | Premier tour | Premier tour | Sièges | Sièges |
| Tête de liste  | Tête de liste      | Liste          | Voix         | %            | CM     | CC     |
| -------------- | ------------------ | -------------- | ------------ | ------------ | ------ | ------ |
|                | Antoine Rousselet, | AG             | 663          | 100,00       | 27     | 3      |
|                |                    |                |              |              |        |        |
| Inscrits       | Inscrits           | Inscrits       | 2 751        | 100,00       |        |        |
| Abstentions    | Abstentions        | Abstentions    | 1 971        | 71,65        |        |        |
| Votants        | Votants            | Votants        | 780          | 28,35        |        |        |
| Blancs et nuls | Blancs et nuls     | Blancs et nuls | 117          | 15           |        |        |
| Exprimés       | Exprimés           | Exprimés       | 663          | 85,00        |        |        |

### La Couture-Boussey
- Maire sortant : Sylvain Boreggio
- 19 sièges à pourvoir au conseil municipal (population légale 2017 : 2 314 habitants)
- 2 sièges à pourvoir au conseil communautaire (CA Évreux Portes de Normandie)

| Tête de liste  | Tête de liste    | Liste          | Premier tour | Premier tour | Sièges | Sièges |
| Tête de liste  | Tête de liste    | Liste          | Voix         | %            | CM     | CC     |
| -------------- | ---------------- | -------------- | ------------ | ------------ | ------ | ------ |
|                | Sylvain Boreggio | LR             | 475          | 100,00       | 19     | 2      |
|                |                  |                |              |              |        |        |
| Inscrits       | Inscrits         | Inscrits       | 1 662        | 100,00       |        |        |
| Abstentions    | Abstentions      | Abstentions    | 1 151        | 69,25        |        |        |
| Votants        | Votants          | Votants        | 511          | 30,75        |        |        |
| Blancs et nuls | Blancs et nuls   | Blancs et nuls | 36           | 7,04         |        |        |
| Exprimés       | Exprimés         | Exprimés       | 475          | 92,95        |        |        |

### Le Neubourg
- Maire sortant : Marie-Noëlle Chevalier
- 27 sièges à pourvoir au conseil municipal (population légale 2017 : 4 166 habitants)
- 11 sièges à pourvoir au conseil communautaire (CC du Pays du Neubourg)

| Tête de liste  | Tête de liste          | Liste          | Premier tour | Premier tour | Sièges | Sièges |
| Tête de liste  | Tête de liste          | Liste          | Voix         | %            | CM     | CC     |
| -------------- | ---------------------- | -------------- | ------------ | ------------ | ------ | ------ |
|                | Isabelle Vauquelin     | LR             | 928          | 81,04        | 25     | 10     |
|                | Jean-Baptiste Marchand | RN             | 217          | 18,95        | 2      | 1      |
|                |                        |                |              |              |        |        |
| Inscrits       | Inscrits               | Inscrits       | 3 054        | 100,00       |        |        |
| Abstentions    | Abstentions            | Abstentions    | 1 846        | 60,45        |        |        |
| Votants        | Votants                | Votants        | 1 208        | 39,55        |        |        |
| Blancs et nuls | Blancs et nuls         | Blancs et nuls | 63           | 5,21         |        |        |
| Exprimés       | Exprimés               | Exprimés       | 1 145        | 94,78        |        |        |

### Le Thuit de l'Oison
- Maire sortant : Gilbert Doubet
- 29 sièges à pourvoir au conseil municipal (population légale 2017 : 3 619 habitants)
- 5 sièges à pourvoir au conseil communautaire (CC Roumois Seine)

|                | Gilbert Doubet, | SE             | 811   | 65,40  | 24 | 4 |  |  |
|                | Mélanie Rioult  | SE             | 429   | 34,59  | 5  | 1 |  |  |
|                |                 |                |       |        |    |   |  |  |
| Inscrits       | Inscrits        | Inscrits       | 2 842 | 100,00 |    |   |  |  |
| Abstentions    | Abstentions     | Abstentions    | 1 570 | 55,24  |    |   |  |  |
| Votants        | Votants         | Votants        | 1 272 | 44,76  |    |   |  |  |
| Blancs et nuls | Blancs et nuls  | Blancs et nuls | 22    | 2,51   |    |   |  |  |
| Exprimés       | Exprimés        | Exprimés       | 1 240 | 97,48  |    |   |  |  |

### Le Val d'Hazey
- Maire sortant ne se représentant pas : Michèle Pucheu
- 33 sièges à pourvoir au conseil municipal (population légale 2017 : 5 556 habitants)
- 4 sièges à pourvoir au conseil communautaire (CA Seine-Eure)

|                | Philippe Collas  | DVD            | 1 028 | 76,54  | 30 | 4 |  |  |
|                | Anne-Marie Monot | SE             | 315   | 23,45  | 3  | 0 |  |  |
|                |                  |                |       |        |    |   |  |  |
| Inscrits       | Inscrits         | Inscrits       | 3 762 | 100,00 |    |   |  |  |
| Abstentions    | Abstentions      | Abstentions    | 2 327 | 61,86  |    |   |  |  |
| Votants        | Votants          | Votants        | 1 435 | 38,14  |    |   |  |  |
| Blancs et nuls | Blancs et nuls   | Blancs et nuls | 92    | 6,41   |    |   |  |  |
| Exprimés       | Exprimés         | Exprimés       | 1 343 | 93,59  |    |   |  |  |

### Le Vaudreuil
- Maire sortant : Bernard Leroy
- 27 sièges à pourvoir au conseil municipal (population légale 2017 : 3 722 habitants)
- 3 sièges à pourvoir au conseil communautaire (CA Seine-Eure)

| Tête de liste  | Tête de liste  | Liste          | Premier tour | Premier tour | Sièges | Sièges |
| Tête de liste  | Tête de liste  | Liste          | Voix         | %            | CM     | CC     |
| -------------- | -------------- | -------------- | ------------ | ------------ | ------ | ------ |
|                | Bernard Leroy, | UDI            | 724          | 100,00       | 27     | 3      |
|                |                |                |              |              |        |        |
| Inscrits       | Inscrits       | Inscrits       | 2 766        | 100,00       |        |        |
| Abstentions    | Abstentions    | Abstentions    | 1 965        | 71,04        |        |        |
| Votants        | Votants        | Votants        | 801          | 28,96        |        |        |
| Blancs et nuls | Blancs et nuls | Blancs et nuls | 77           | 9,61         |        |        |
| Exprimés       | Exprimés       | Exprimés       | 724          | 90,39        |        |        |

### Léry
- Maire sortant : Jean-Yves Calais
- 19 sièges à pourvoir au conseil municipal (population légale 2017 : 2 033 habitants)
- 2 sièges à pourvoir au conseil communautaire (CA Seine-Eure)

|                | Janick Léger      | PS             | 399   | 53,20  | 15 | 1 |  |  |
|                | Jean-Yves Calais, | SE             | 284   | 37,86  | 4  | 0 |  |  |
|                | Pierre Sterlin    | SE             | 67    | 8,93   | 0  | 0 |  |  |
|                |                   |                |       |        |    |   |  |  |
| Inscrits       | Inscrits          | Inscrits       | 1 436 | 100,00 |    |   |  |  |
| Abstentions    | Abstentions       | Abstentions    | 675   | 47,01  |    |   |  |  |
| Votants        | Votants           | Votants        | 761   | 52,99  |    |   |  |  |
| Blancs et nuls | Blancs et nuls    | Blancs et nuls | 11    | 1,44   |    |   |  |  |
| Exprimés       | Exprimés          | Exprimés       | 750   | 98,55  |    |   |  |  |

### Les Andelys
- Maire sortant : Frédéric Duché
- 29 sièges à pourvoir au conseil municipal (population légale 2017 : 8 056 habitants)
- 7 sièges à pourvoir au conseil communautaire (CA Seine Normandie Agglomération)

|                | Frédéric Duché,     | DVD-LREM       | 1 392 | 57,37  | 23 | 6 |  |  |
|                | Martine Seguela     | PS             | 623   | 25,68  | 4  | 1 |  |  |
|                | Christophe Delacour | RN             | 411   | 16,94  | 2  | 0 |  |  |
|                |                     |                |       |        |    |   |  |  |
| Inscrits       | Inscrits            | Inscrits       | 5 446 | 100,00 |    |   |  |  |
| Abstentions    | Abstentions         | Abstentions    | 2 970 | 54,54  |    |   |  |  |
| Votants        | Votants             | Votants        | 2 476 | 45,46  |    |   |  |  |
| Blancs et nuls | Blancs et nuls      | Blancs et nuls | 50    | 2,02   |    |   |  |  |
| Exprimés       | Exprimés            | Exprimés       | 2 426 | 97,98  |    |   |  |  |

### Louviers
- Maire sortant : François-Xavier Priollaud (MoDem)
- 33 sièges à pourvoir au conseil municipal (population légale 2017 : 18 648 habitants)
- 15 sièges à pourvoir au conseil communautaire (CA Seine-Eure)

|                          | François-Xavier Priollaud, | MoDem-LR-UDI               | 2 344  | 52,19 | 26 | 13 |  |  |
|                          | Philippe Brun              | DVG-EÉLV-LFI-PCF-G.s-PP-PA | 819    | 19,23 | 3  | 1  |  |  |
|                          | Diego Ortega               | PRG                        | 631    | 14,05 | 2  | 1  |  |  |
|                          | Timothée Houssin           | RN                         | 318    | 7,08  | 1  | 0  |  |  |
|                          | Hacen Mohammedi            | DVG                        | 241    | 5,36  | 1  | 0  |  |  |
|                          | Romain Fessard             | LREM                       | 138    | 3,07  | 0  | 0  |  |  |
|                          |                            |                            |        |       |    |    |  |  |
| Votes valides            | Votes valides              | Votes valides              | 4 491  | 98,42 |    |    |  |  |
| Votes blancs             | Votes blancs               | Votes blancs               | 29     | 0,64  |    |    |  |  |
| Votes nuls               | Votes nuls                 | Votes nuls                 | 43     | 0,94  |    |    |  |  |
| Total                    | Total                      | Total                      | 4 563  | 100   | 33 | 15 |  |  |
| Abstention               | Abstention                 | Abstention                 | 7 180  | 61,14 |    |    |  |  |
| Inscrits / participation | Inscrits / participation   | Inscrits / participation   | 11 743 | 38,86 |    |    |  |  |

### Mesnil-en-Ouche
- Maire sortant : Jean-Noël Montier
- 63 sièges à pourvoir au conseil municipal (population légale 2017 : 4 684 habitants)
- 7 sièges à pourvoir au conseil communautaire (CC Intercom Bernay Terres de Normandie)

| Tête de liste  | Tête de liste      | Liste          | Premier tour | Premier tour | Sièges | Sièges |
| Tête de liste  | Tête de liste      | Liste          | Voix         | %            | CM     | CC     |
| -------------- | ------------------ | -------------- | ------------ | ------------ | ------ | ------ |
|                | Jean-Louis Madelon | SE             | 879          | 100,00       | 63     | 7      |
|                |                    |                |              |              |        |        |
| Inscrits       | Inscrits           | Inscrits       | 3 555        | 100,00       |        |        |
| Abstentions    | Abstentions        | Abstentions    | 2 360        | 66,39        |        |        |
| Votants        | Votants            | Votants        | 1 195        | 33,61        |        |        |
| Blancs et nuls | Blancs et nuls     | Blancs et nuls | 316          | 26,75        |        |        |
| Exprimés       | Exprimés           | Exprimés       | 879          | 73,56        |        |        |

### Mesnils-sur-Iton
- Maire sortant : Colette Bonard
- 43 sièges à pourvoir au conseil municipal (population légale 2017 : 6 122 habitants)
- 10 sièges à pourvoir au conseil communautaire (CC Interco Normandie Sud Eure)

| Tête de liste            | Tête de liste            | Liste                    | Premier tour | Premier tour | Second tour | Second tour | Sièges | Sièges |
| Tête de liste            | Tête de liste            | Liste                    | Voix         | %            | Voix        | %           | CM     | CC     |
| ------------------------ | ------------------------ | ------------------------ | ------------ | ------------ | ----------- | ----------- | ------ | ------ |
|                          | Colette Bonard,          | DVD                      | 812          | 47,51        | 834         | 48,82       | 31     | 6      |
|                          | Catherine Desnos         | SE                       | 529          | 30,95        | 520         | 30,44       | 6      | 1      |
|                          | Aurélien Doublet         | SE                       | 368          | 21,53        | 354         | 20,72       | 4      | 1      |
|                          |                          |                          |              |              |             |             |        |        |
| Votes valides            | Votes valides            | Votes valides            | 1 709        | 97,55        | 1 708       | 97,94       |        |        |
| Votes blancs             | Votes blancs             | Votes blancs             | 18           | 1,03         | 27          | 1,55        |        |        |
| Votes nuls               | Votes nuls               | Votes nuls               | 25           | 1,43         | 9           | 0,52        |        |        |
| Total                    | Total                    | Total                    | 1 752        | 100          | 1 744       | 100         | 41     | 8      |
| Abstention               | Abstention               | Abstention               | 2 326        | 57,04        | 2 339       | 57,29       |        |        |
| Inscrits / participation | Inscrits / participation | Inscrits / participation | 4 078        | 42,96        | 4 083       | 42,71       |        |        |

### Nassandres sur Risle
- Maire sortant : André Anthierens
- 23 sièges à pourvoir au conseil municipal (population légale 2017 : 2 394 habitants)
- 3 sièges à pourvoir au conseil communautaire (CC Intercom Bernay Terres de Normandie)

| Tête de liste  | Tête de liste     | Liste          | Premier tour | Premier tour | Sièges | Sièges |
| Tête de liste  | Tête de liste     | Liste          | Voix         | %            | CM     | CC     |
| -------------- | ----------------- | -------------- | ------------ | ------------ | ------ | ------ |
|                | André Anthierens, | DVG            | 493          | 100,00       | 23     | 3      |
|                |                   |                |              |              |        |        |
| Inscrits       | Inscrits          | Inscrits       | 1 807        | 100,00       |        |        |
| Abstentions    | Abstentions       | Abstentions    | 1 179        | 65,65        |        |        |
| Votants        | Votants           | Votants        | 628          | 34,75        |        |        |
| Blancs et nuls | Blancs et nuls    | Blancs et nuls | 135          | 21,50        |        |        |
| Exprimés       | Exprimés          | Exprimés       | 493          | 78,50        |        |        |

### Nonancourt
- Maire sortant : Éric Aubry
- 19 sièges à pourvoir au conseil municipal (population légale 2017 : 2 282 habitants)
- 1 sièges à pourvoir au conseil communautaire (CA du Pays de Dreux)

| Tête de liste  | Tête de liste  | Liste          | Premier tour | Premier tour | Sièges | Sièges |
| Tête de liste  | Tête de liste  | Liste          | Voix         | %            | CM     | CC     |
| -------------- | -------------- | -------------- | ------------ | ------------ | ------ | ------ |
|                | Éric Aubry,    | DVD            | 265          | 100,00       | 19     | 1      |
|                |                |                |              |              |        |        |
| Inscrits       | Inscrits       | Inscrits       | 1 286        | 100,00       |        |        |
| Abstentions    | Abstentions    | Abstentions    | 988          | 76,83        |        |        |
| Votants        | Votants        | Votants        | 298          | 23,17        |        |        |
| Blancs et nuls | Blancs et nuls | Blancs et nuls | 33           | 11,07        |        |        |
| Exprimés       | Exprimés       | Exprimés       | 265          | 88,93        |        |        |

### Pacy-sur-Eure
- Maire sortant : Jean-Jacques Chollet
- 33 sièges à pourvoir au conseil municipal (population légale 2017 : 5 090 habitants)
- 4 sièges à pourvoir au conseil communautaire (CA Seine Normandie Agglomération)

| Tête de liste  | Tête de liste   | Liste          | Premier tour | Premier tour | Sièges | Sièges |
| Tête de liste  | Tête de liste   | Liste          | Voix         | %            | CM     | CC     |
| -------------- | --------------- | -------------- | ------------ | ------------ | ------ | ------ |
|                | Pascal Lehongre | LR-LREM        | 1 065        | 100,00       | 33     | 4      |
|                |                 |                |              |              |        |        |
| Inscrits       | Inscrits        | Inscrits       | 3 764        | 100,00       |        |        |
| Abstentions    | Abstentions     | Abstentions    | 2 594        | 68,92        |        |        |
| Votants        | Votants         | Votants        | 1 170        | 31,08        |        |        |
| Blancs et nuls | Blancs et nuls  | Blancs et nuls | 105          | 8,97         |        |        |
| Exprimés       | Exprimés        | Exprimés       | 1 065        | 91,03        |        |        |

### Pîtres
- Maire sortant : Jean Carré
- 23 sièges à pourvoir au conseil municipal (population légale 2017 : 2 519 habitants)
- 3 sièges à pourvoir au conseil communautaire (CA Seine-Eure)

|                | Florence Lambert   | SE             | 476   | 52,65  | 18 | 2 |  |  |
|                | Christophe Petit   | DVD            | 225   | 24,88  | 3  | 0 |  |  |
|                | Jean-Pierre Cobert | SE             | 203   | 22,45  | 2  | 0 |  |  |
|                |                    |                |       |        |    |   |  |  |
| Inscrits       | Inscrits           | Inscrits       | 1 868 | 100,00 |    |   |  |  |
| Abstentions    | Abstentions        | Abstentions    | 925   | 49,52  |    |   |  |  |
| Votants        | Votants            | Votants        | 943   | 50,48  |    |   |  |  |
| Blancs et nuls | Blancs et nuls     | Blancs et nuls | 39    | 4,14   |    |   |  |  |
| Exprimés       | Exprimés           | Exprimés       | 904   | 95,86  |    |   |  |  |

### Pont-Audemer
- Maire sortant : Michel Leroux
- 35 sièges à pourvoir au conseil municipal (population légale 2017 : 10 230 habitants)
- 19 sièges à pourvoir au conseil communautaire (CC de Pont-Audemer / Val de Risle)

| Tête de liste  | Tête de liste     | Liste          | Premier tour | Premier tour | Sièges | Sièges |
| Tête de liste  | Tête de liste     | Liste          | Voix         | %            | CM     | CC     |
| -------------- | ----------------- | -------------- | ------------ | ------------ | ------ | ------ |
|                | Michel Leroux,    | DVG-LREM       | 1 510        | 59,94        | 29     | 16     |
|                | Marie-Claire Haki | DVG            | 525          | 20,84        | 4      | 2      |
|                | Kévin Mauvieux    | LR             | 387          | 15,36        | 2      | 1      |
|                | Marc Dieuleveut   | DVD            | 97           | 3,85         | 0      | 0      |
|                |                   |                |              |              |        |        |
| Inscrits       | Inscrits          | Inscrits       | 7 036        | 100,00       |        |        |
| Abstentions    | Abstentions       | Abstentions    | 4 428        | 62,93        |        |        |
| Votants        | Votants           | Votants        | 2 608        | 37,07        |        |        |
| Blancs et nuls | Blancs et nuls    | Blancs et nuls | 89           | 4,42         |        |        |
| Exprimés       | Exprimés          | Exprimés       | 2 519        | 96,59        |        |        |

### Pont-de-l'Arche
- Maire sortant : Richard Jacquet
- 27 sièges à pourvoir au conseil municipal (population légale 2017 : 4 143 habitants)
- 3 sièges à pourvoir au conseil communautaire (CA Seine-Eure)

| Tête de liste  | Tête de liste    | Liste          | Premier tour | Premier tour | Sièges | Sièges |
| Tête de liste  | Tête de liste    | Liste          | Voix         | %            | CM     | CC     |
| -------------- | ---------------- | -------------- | ------------ | ------------ | ------ | ------ |
|                | Richard Jacquet, | PS             | 766          | 52,90        | 21     | 3      |
|                | Patrick Bellamy  | DVG            | 303          | 20,92        | 3      | 0      |
|                | Hervé Lour       | LR             | 252          | 17,40        | 2      | 0      |
|                | Bertrand William | RN             | 127          | 8,77         | 1      | 0      |
|                |                  |                |              |              |        |        |
| Inscrits       | Inscrits         | Inscrits       | 3 024        | 100,00       |        |        |
| Abstentions    | Abstentions      | Abstentions    | 1 529        | 50,56        |        |        |
| Votants        | Votants          | Votants        | 1 495        | 49,44        |        |        |
| Blancs et nuls | Blancs et nuls   | Blancs et nuls | 47           | 3,14         |        |        |
| Exprimés       | Exprimés         | Exprimés       | 1 448        | 96,86        |        |        |

### Romilly-sur-Andelle
- Maire sortant : Jean-Luc Romet
- 23 sièges à pourvoir au conseil municipal (population légale 2017 : 3 261 habitants)
- 9 sièges à pourvoir au conseil communautaire (CC Lyons Andelle)

| Tête de liste  | Tête de liste   | Liste          | Premier tour | Premier tour | Sièges | Sièges |
| Tête de liste  | Tête de liste   | Liste          | Voix         | %            | CM     | CC     |
| -------------- | --------------- | -------------- | ------------ | ------------ | ------ | ------ |
|                | Jean-Luc Romet, | DVG            | 709          | 100,00       | 23     | 7      |
|                |                 |                |              |              |        |        |
| Inscrits       | Inscrits        | Inscrits       | 2 386        | 100,00       |        |        |
| Abstentions    | Abstentions     | Abstentions    | 1 599        | 67,02        |        |        |
| Votants        | Votants         | Votants        | 787          | 32,98        |        |        |
| Blancs et nuls | Blancs et nuls  | Blancs et nuls | 78           | 9,91         |        |        |
| Exprimés       | Exprimés        | Exprimés       | 709          | 90,09        |        |        |

### Rugles
- Maire sortant : Denis Guitton
- 19 sièges à pourvoir au conseil municipal (population légale 2017 : 2 246 habitants)
- 3 sièges à pourvoir au conseil communautaire (CC Interco Normandie Sud Eure)

| Tête de liste  | Tête de liste  | Liste          | Premier tour | Premier tour | Sièges | Sièges |
| Tête de liste  | Tête de liste  | Liste          | Voix         | %            | CM     | CC     |
| -------------- | -------------- | -------------- | ------------ | ------------ | ------ | ------ |
|                | Denis Guitton, | LC             | 373          | 100,00       | 19     | 3      |
|                |                |                |              |              |        |        |
| Inscrits       | Inscrits       | Inscrits       | 1 593        | 100,00       |        |        |
| Abstentions    | Abstentions    | Abstentions    | 1 155        | 72,50        |        |        |
| Votants        | Votants        | Votants        | 438          | 27,50        |        |        |
| Blancs et nuls | Blancs et nuls | Blancs et nuls | 65           | 14,84        |        |        |
| Exprimés       | Exprimés       | Exprimés       | 373          | 85,16        |        |        |

### Saint-André-de-l'Eure
- Maire sortant : Franck Bernard
- 27 sièges à pourvoir au conseil municipal (population légale 2017 : 3 988 habitants)
- 3 sièges à pourvoir au conseil communautaire (CA Évreux Portes de Normandie)

| Tête de liste  | Tête de liste  | Liste          | Premier tour | Premier tour | Sièges | Sièges |
| Tête de liste  | Tête de liste  | Liste          | Voix         | %            | CM     | CC     |
| -------------- | -------------- | -------------- | ------------ | ------------ | ------ | ------ |
|                | Franck Bernard | PCF            | 628          | 67,70        | 23     | 3      |
|                | Claire Loust   | SE             | 273          | 30,29        | 4      | 0      |
|                |                |                |              |              |        |        |
| Inscrits       | Inscrits       | Inscrits       | 2 687        | 100,00       |        |        |
| Abstentions    | Abstentions    | Abstentions    | 1 760        | 65,50        |        |        |
| Votants        | Votants        | Votants        | 927          | 34,50        |        |        |
| Blancs et nuls | Blancs et nuls | Blancs et nuls | 26           | 2,80         |        |        |
| Exprimés       | Exprimés       | Exprimés       | 901          | 97,20        |        |        |

### Saint-Aubin-sur-Gaillon
- Maire sortant : Nicole Drouillet
- 19 sièges à pourvoir au conseil municipal (population légale 2017 : 1 989 habitants)
- 1 sièges à pourvoir au conseil communautaire (CA Seine-Eure)

|                | Philippe Doom    | SE             | 435   | 52,40  | 15 | 1 |  |  |
|                | Nicole Drouillet | DVD            | 395   | 47,59  | 4  | 0 |  |  |
|                |                  |                |       |        |    |   |  |  |
| Inscrits       | Inscrits         | Inscrits       | 1 422 | 100,00 |    |   |  |  |
| Abstentions    | Abstentions      | Abstentions    | 570   | 40,08  |    |   |  |  |
| Votants        | Votants          | Votants        | 852   | 59,92  |    |   |  |  |
| Blancs et nuls | Blancs et nuls   | Blancs et nuls | 22    | 2,58   |    |   |  |  |
| Exprimés       | Exprimés         | Exprimés       | 890   | 97,42  |    |   |  |  |

### Saint-Marcel
- Maire sortant : Gérard Volpatti
- 27 sièges à pourvoir au conseil municipal (population légale 2017 : 4 493 habitants)
- 4 sièges à pourvoir au conseil communautaire (CA Seine Normandie Agglomération)

|                | Hervé Podraza  | SE             | 889   | 54,14  | 21 | 3 |  |  |
|                | Rémi Ferreira  | SE             | 583   | 35,50  | 5  | 1 |  |  |
|                | Michael Barton | SE             | 170   | 10,35  | 1  | 0 |  |  |
|                |                |                |       |        |    |   |  |  |
| Inscrits       | Inscrits       | Inscrits       | 3 366 | 100,00 |    |   |  |  |
| Abstentions    | Abstentions    | Abstentions    | 1 701 | 50,53  |    |   |  |  |
| Votants        | Votants        | Votants        | 1 665 | 49,47  |    |   |  |  |
| Blancs et nuls | Blancs et nuls | Blancs et nuls | 23    | 1,38   |    |   |  |  |
| Exprimés       | Exprimés       | Exprimés       | 1 642 | 98,62  |    |   |  |  |

### Saint-Ouen-de-Thouberville
- Maire sortant : Abed Karnoub
- 19 sièges à pourvoir au conseil municipal (population légale 2017 : 2 378 habitants)
- 3 sièges à pourvoir au conseil communautaire (CC Roumois Seine)

|                | Sandrine Menniti | SE             | 475   | 53,79  | 15 | 2 |  |  |
|                | Abed Karnoub,    | PS             | 408   | 46,20  | 4  | 1 |  |  |
|                |                  |                |       |        |    |   |  |  |
| Inscrits       | Inscrits         | Inscrits       | 1 771 | 100,00 |    |   |  |  |
| Abstentions    | Abstentions      | Abstentions    | 849   | 47,94  |    |   |  |  |
| Votants        | Votants          | Votants        | 922   | 52,06  |    |   |  |  |
| Blancs et nuls | Blancs et nuls   | Blancs et nuls | 39    | 4,23   |    |   |  |  |
| Exprimés       | Exprimés         | Exprimés       | 889   | 95,77  |    |   |  |  |

### Saint-Sébastien-de-Morsent
- Maire sortant : Bruno Groizeleau
- 29 sièges à pourvoir au conseil municipal (population légale 2017 : 5 697 habitants)
- 4 sièges à pourvoir au conseil communautaire (CA Évreux Portes de Normandie)

|                | Florence Haguet-Volckaert | DVD            | 930   | 57,98  | 23 | 3 |  |  |
|                | Florent Cristobal         | PS             | 674   | 42,01  | 6  | 1 |  |  |
|                |                           |                |       |        |    |   |  |  |
| Inscrits       | Inscrits                  | Inscrits       | 3 771 | 100,00 |    |   |  |  |
| Abstentions    | Abstentions               | Abstentions    | 2 118 | 56,17  |    |   |  |  |
| Votants        | Votants                   | Votants        | 1 653 | 43,83  |    |   |  |  |
| Blancs et nuls | Blancs et nuls            | Blancs et nuls | 49    | 2,96   |    |   |  |  |
| Exprimés       | Exprimés                  | Exprimés       | 1 604 | 97,04  |    |   |  |  |

### Serquigny
- Maire sortant : Lionel Prévost
- 19 sièges à pourvoir au conseil municipal (population légale 2017 : 1 987 habitants)
- 3 sièges à pourvoir au conseil communautaire (CC Intercom Bernay Terres de Normandie)

|                | Frédéric Delamare | PS             | 504   | 100,00 | 19 | 3 |  |  |
|                |                   |                |       |        |    |   |  |  |
| Inscrits       | Inscrits          | Inscrits       | 1 456 | 100,00 |    |   |  |  |
| Abstentions    | Abstentions       | Abstentions    | 918   | 63,05  |    |   |  |  |
| Votants        | Votants           | Votants        | 538   | 36,95  |    |   |  |  |
| Blancs et nuls | Blancs et nuls    | Blancs et nuls | 34    | 6,32   |    |   |  |  |
| Exprimés       | Exprimés          | Exprimés       | 504   | 93,68  |    |   |  |  |

### Val-de-Reuil
- Maire sortant : Marc-Antoine Jamet (PS)
- 33 sièges à pourvoir au conseil municipal (population légale 2017 : 13 063 habitants)
- 12 sièges à pourvoir au conseil communautaire (CA Seine-Eure)

|                | Marc-Antoine Jamet, | PS-PCF-EÉLV    | 2 572 | 89,71  | 32 | 10 |  |  |
|                | William Thiery      | RN             | 295   | 10,28  | 1  | 0  |  |  |
|                |                     |                |       |        |    |    |  |  |
| Inscrits       | Inscrits            | Inscrits       | 7 726 | 100,00 |    |    |  |  |
| Abstentions    | Abstentions         | Abstentions    | 4 774 | 61,79  |    |    |  |  |
| Votants        | Votants             | Votants        | 2 952 | 38,21  |    |    |  |  |
| Blancs et nuls | Blancs et nuls      | Blancs et nuls | 85    | 2,87   |    |    |  |  |
| Exprimés       | Exprimés            | Exprimés       | 2 867 | 97,12  |    |    |  |  |

### Verneuil d'Avre et d'Iton
- Maire sortant : Yves-Marie Rivemale
- 33 sièges à pourvoir au conseil municipal (population légale 2017 : 8 170 habitants)
- 11 sièges à pourvoir au conseil communautaire (CC Interco Normandie Sud Eure)

|                | Yves-Marie Rivemale, | PS             | 1 575 | 75,25  | 30 | 10 |  |  |
|                | Christophe Miguet    | DVD            | 414   | 19,78  | 3  | 1  |  |  |
|                | Jean Delabarre       | LO             | 104   | 4,96   | 0  | 0  |  |  |
|                |                      |                |       |        |    |    |  |  |
| Inscrits       | Inscrits             | Inscrits       | 5 371 | 100,00 |    |    |  |  |
| Abstentions    | Abstentions          | Abstentions    | 3 191 | 59,41  |    |    |  |  |
| Votants        | Votants              | Votants        | 2 180 | 40,59  |    |    |  |  |
| Blancs et nuls | Blancs et nuls       | Blancs et nuls | 77    | 3,99   |    |    |  |  |
| Exprimés       | Exprimés             | Exprimés       | 2 093 | 96,01  |    |    |  |  |

### Vernon
- Maire sortant : François Ouzilleau
- 35 sièges à pourvoir au conseil municipal (population légale 2017 : 23 872 habitants)
- 22 sièges à pourvoir au conseil communautaire (CA Seine Normandie Agglomération)

|                | François Ouzilleau | DVD-LR-LREM    | 3 757  | 66,37  | 30 | 19 |  |  |
|                | Lorine Balikci     | EÉLV-MHAN      | 882    | 15,58  | 3  | 2  |  |  |
|                | Gabriel Sino       | PS-PCF-Gs      | 868    | 15,33  | 2  | 1  |  |  |
|                | Anne-Marie Colin   | LO             | 153    | 2,70   | 0  | 0  |  |  |
|                |                    |                |        |        |    |    |  |  |
| Inscrits       | Inscrits           | Inscrits       | 15 389 | 100,00 |    |    |  |  |
| Abstentions    | Abstentions        | Abstentions    | 9 517  | 61,84  |    |    |  |  |
| Votants        | Votants            | Votants        | 5 872  | 38,16  |    |    |  |  |
| Blancs et nuls | Blancs et nuls     | Blancs et nuls | 212    | 3,61   |    |    |  |  |
| Exprimés       | Exprimés           | Exprimés       | 5 660  | 96,39  |    |    |  |  |

### Vexin-sur-Epte
- Maire sortant : Michel Jouyet
- 57 sièges à pourvoir au conseil municipal (population légale 2017 : 6 065 habitants)
- 5 sièges à pourvoir au conseil communautaire (CA Seine Normandie Agglomération)

|                | Thomas Durand          | DVD-MHAN       | 1 397 | 67,55  | 48 | 5 |  |  |
|                | Arnaud-Rodrigue Adonon | PS             | 671   | 32,44  | 9  | 0 |  |  |
|                |                        |                |       |        |    |   |  |  |
| Inscrits       | Inscrits               | Inscrits       | 4 555 | 100,00 |    |   |  |  |
| Abstentions    | Abstentions            | Abstentions    | 2 420 | 53,13  |    |   |  |  |
| Votants        | Votants                | Votants        | 2 135 | 46,87  |    |   |  |  |
| Blancs et nuls | Blancs et nuls         | Blancs et nuls | 67    | 3,14   |    |   |  |  |
| Exprimés       | Exprimés               | Exprimés       | 2 068 | 96,86  |    |   |  |  |